# Jesuitenkirche (Koblenz)
Die Jesuitenkirche St. Johannes der Täufer, heute auch Citykirche genannt, ist eine Filialkirche der katholischen Pfarrei St. Kastor in Koblenz. Sie steht an der Stelle der 1944 zerstörten Kirche aus dem 17. Jahrhundert am Jesuitenplatz neben dem ehemaligen Jesuitenkolleg, in dem heute das Koblenzer Rathaus untergebracht ist. Der Patron der Kirche ist Johannes der Täufer.

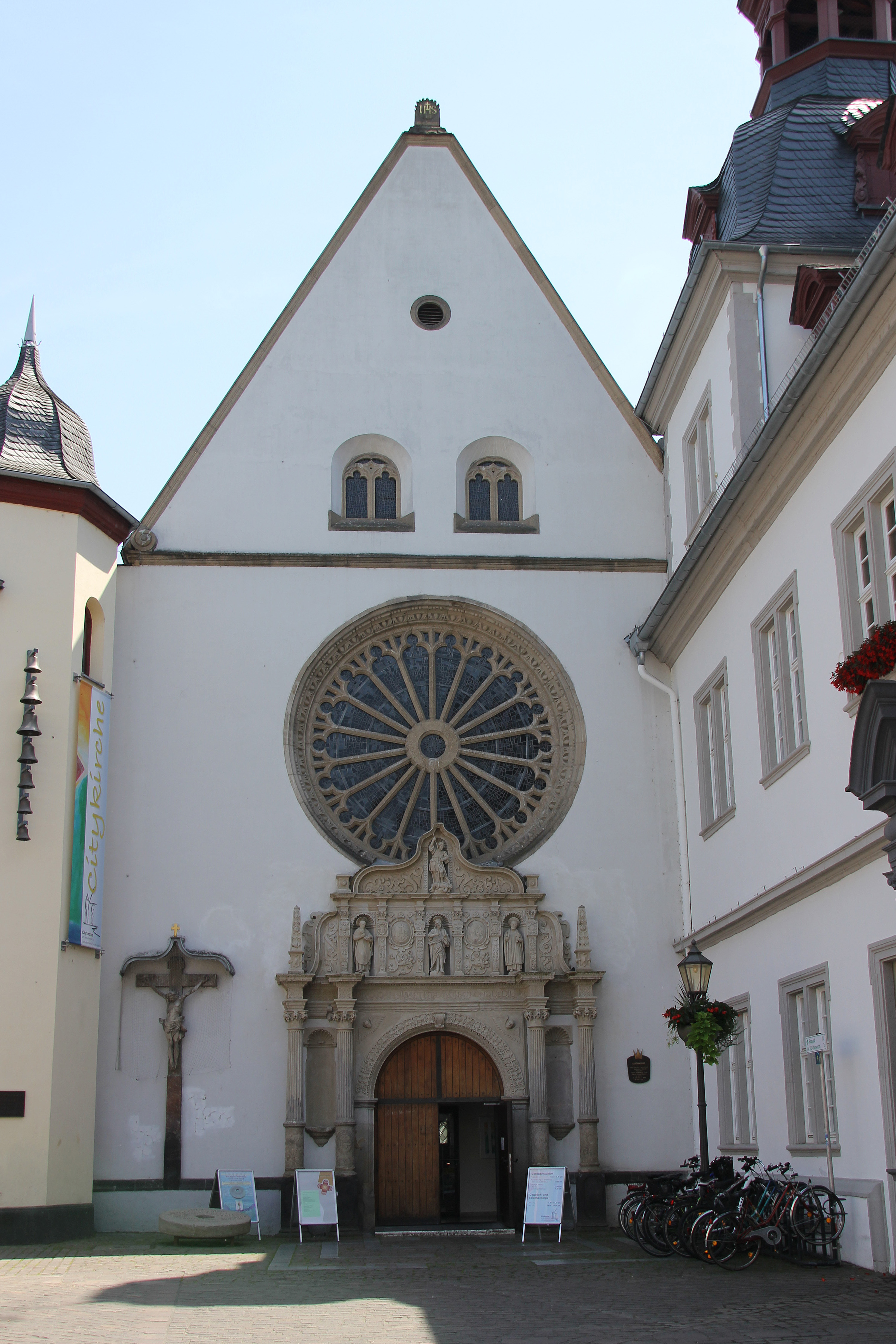
Westseite der Koblenzer Jesuitenkirche

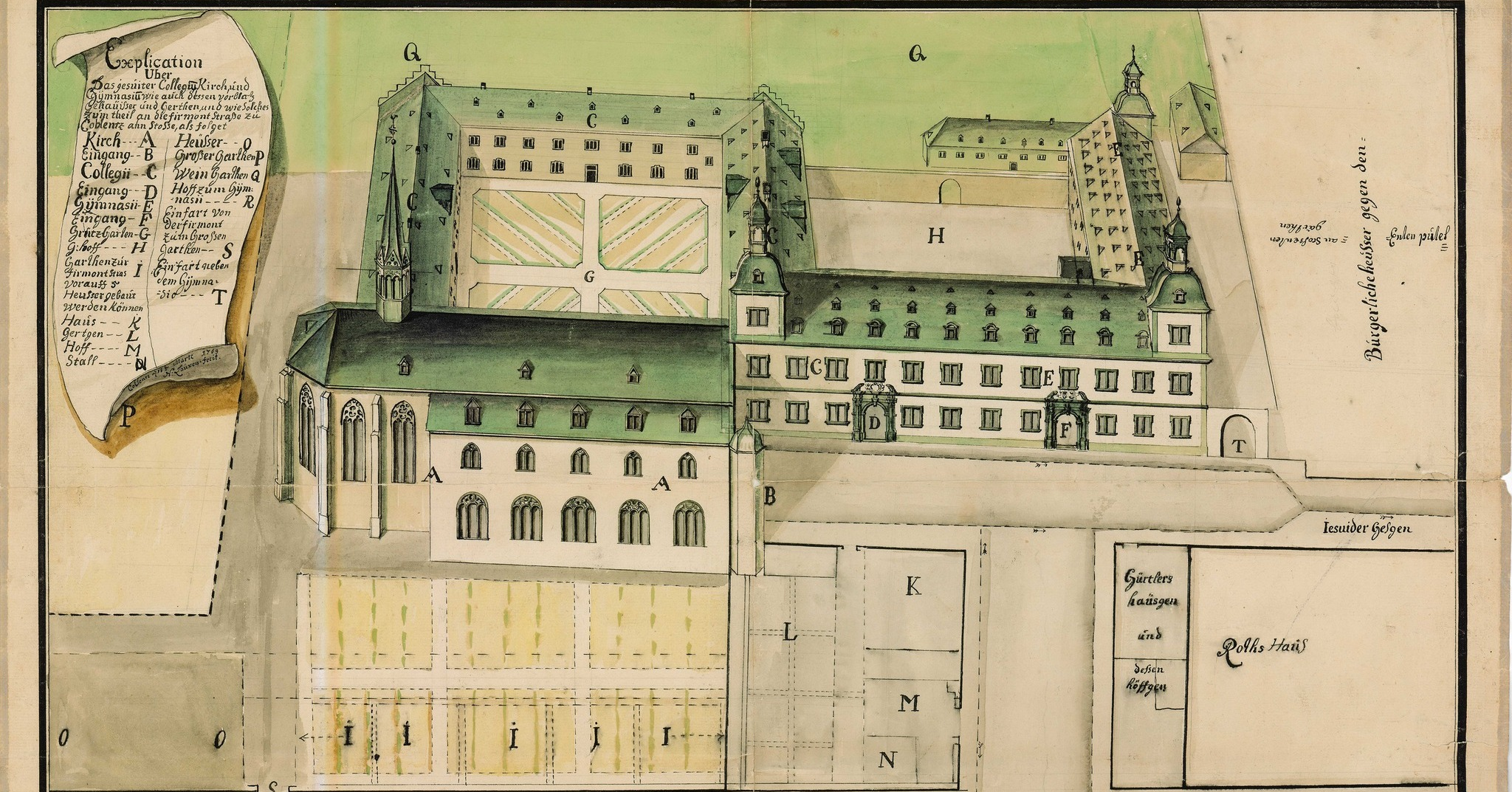
Jesuitenkolleg und -kloster in Koblenz, Plan von Nikolaus Lauxen 1769

## Geschichte
Die Jesuitenkirche ist Teil des südlich angrenzenden Baukomplexes des ehemaligen Jesuitenkollegs und -klosters. Im 13. Jahrhundert war in diesem Bereich der Stadt das Zisterzienserinnenkloster St. Maria in der Lehr gegründet worden, das an der Stelle der heutigen Kirche einen gotischen Bau errichtete. 1580 versetzte der Trierer Erzbischof Jakob von Eltz die Ordensfrauen zwangsweise auf die Insel Niederwerth, da er die Klosterbauten den Jesuiten übergab, um mit der Ansiedlung dieser Klerikergemeinschaft die Gegenreformation bzw. die Reformen des Trienter Konzils in seinem Erzbistum zu forcieren. Die Jesuiten übernahmen zunächst die Zisterzienserinnenbauten. Anfang des 17. Jahrhunderts brachen sie die gotische Kirche bis auf den Chor ab und bauten eine neue Kirche. Zwischen 1588 und 1701 erfolgten die noch bestehenden Neubauten für Kolleg und Kloster. In diesen Bauten ist seit 1895 das Rathaus der Stadt Koblenz untergebracht. Nach Auflösung des Jesuitenordens 1773 wurde die Kirche Filiale von St. Kastor, der Gottesdienst wurden jedoch weiterhin meist von ehemaligen Jesuiten gehalten, die als Lehrer des Kurfürstlichen Gymnasiums St. Johann Baptist tätig waren. 1852 kehrten die Jesuiten nach Koblenz zurück und übernahmen wieder die Kirche und einen Teil des ehemaligen Klosters, mussten sie aber in Folge des Kulturkampfes schon 1872 wieder verlassen. Erst 1918 konnten sie sich wieder ansiedeln.
Die Jesuitenkirche wurde von 1613 bis 1617 nach dem Vorbild der Petrikirche in Münster errichtet. Sie war eine dreischiffige sechsjochige Säulenbasilika mit Emporen über den Seitenschiffen, einer Westempore sowie prächtigen Sterngewölben. Der gotische und polygonal geschlossene Langchor der Vorgängerkirche schloss den Bau nach Osten ab. Der ältere Chor wurde in den 1720er Jahren eingewölbt. Die Architekturformen waren der längst nicht mehr aktuellen Gotik entlehnt, moderne Renaissanceformen fand man vor allem am Außenbau. 1850 erhielt die bis dahin turmlose Kirche einen Dachreiter hinter dem Westgiebel, der 1883 durch einen Brand zerstört, dann aber wieder aufgebaut wurde. Eine prachtvolle Barockausstattung die größtenteils von Ordensmitgliedern angefertigt worden war, gab dem Innenraum bis 1944 einen besonderen Reiz.
Bei den Luftangriffen auf Koblenz wurde die Jesuitenkirche 1944 weitestgehend zerstört. Die wiederaufbaufähige Ruine wurde nach langer Diskussion im damaligen Bauverein 1956 abgerissen und 1958–1959 durch einen Neubau nach Plänen von Gottfried Böhm ersetzt. Die barocke Sakristei mit ihrer originalen Ausstattung und die Westfassade blieben erhalten. Auch wenn heute die Zerstörung und der anschließende Abbruch des barocken Baues häufig bedauert wird, ist die neue Kirche doch ein bedeutendes Denkmal der Nachkriegsarchitektur. Die letzten Jesuiten verließen 2003 Koblenz, im Juni 2004 übernahmen die Arnsteiner Patres die Kirche; sie verlassen diese im September 2023.

## Bau und Ausstattung
Der heutige Kirchenbau ist ein dreischiffiger Längsbau mit Polygonalchor und übernimmt mit seiner Architektur Grundstrukturen der zerstörten Vorkriegskirche. Der Bau entstand 1958 bis 1959 nach Plänen des bedeutenden Kirchen-Architekten Gottfried Böhm (Köln). Er übernahm vom Vorgängerbau die erhaltene Westgiebelfassade von 1617 mit dem großen Radfenster und dem in Renaissanceformen gestalteten Hauptportal, das mit dem benachbarten Jesuitenkolleg den Jesuitenplatz entscheidend mitbestimmt. Dieses reich geschmückte rundbogige Westportal besitzt korinthische Säulenpaare mit dazwischen liegenden, heute leeren Figurennischen. Über dem Gebälk mit einem Chronogramm von 1617 ist ein zweigeschossiger geschweifter Aufsatz mit dem Titelheiligen Johannes der Täufer angebracht. Seitlich von ihm stehen die Jesuitenheiligen Ignatius von Loyola und Franz Xaver, in der Giebelspitze der heilige Michael. Über dem Portal wurde die Maßwerkrose 1959 erneuert, links davon befindet sich ein steinernes Kruzifix aus dem 16. Jahrhundert. Der Innenraum ist bestimmt von Beton und Gussstein mit einem einfachen kubischen Aufbau. Das Mittelschiff und der Chor sind von glatten Wänden eingefasst, darüber ein steiles hölzernes Giebeldach.

Ausstattung der Jesuitenkirche (Koblenz)
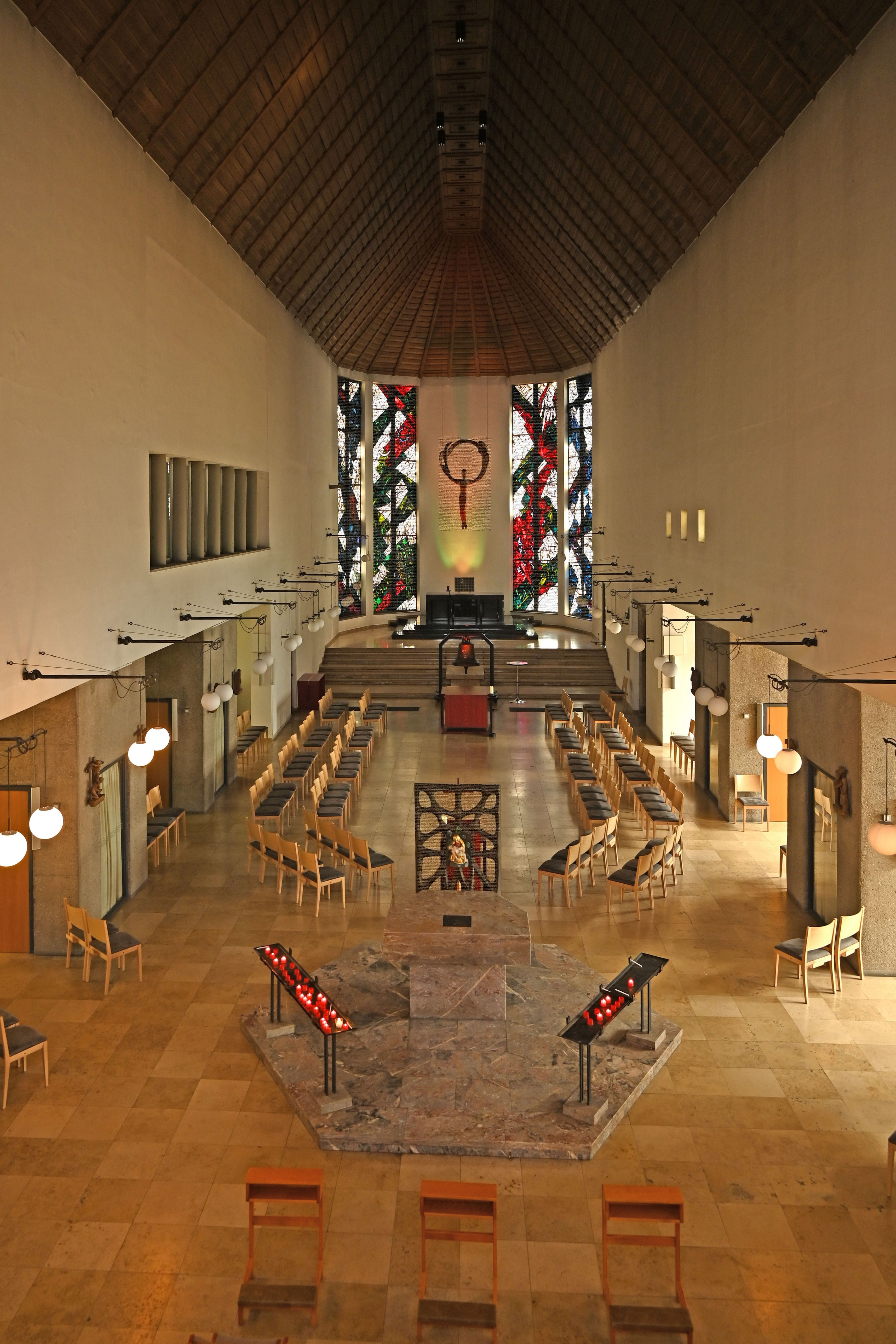
Innenraum
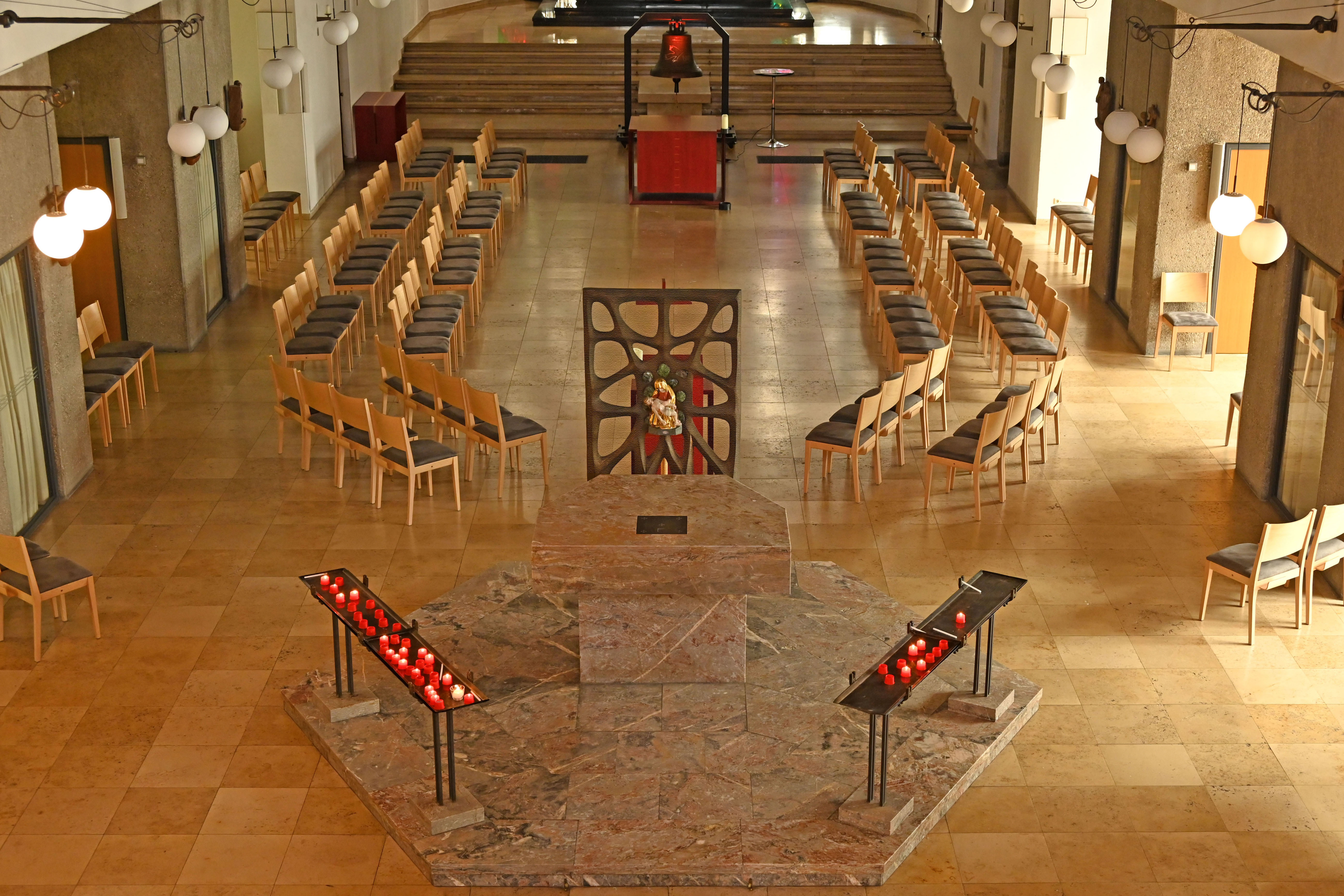
Pietà-Altar, moderne Kunstelemente schraffiert (Urheberrechtsschutz)
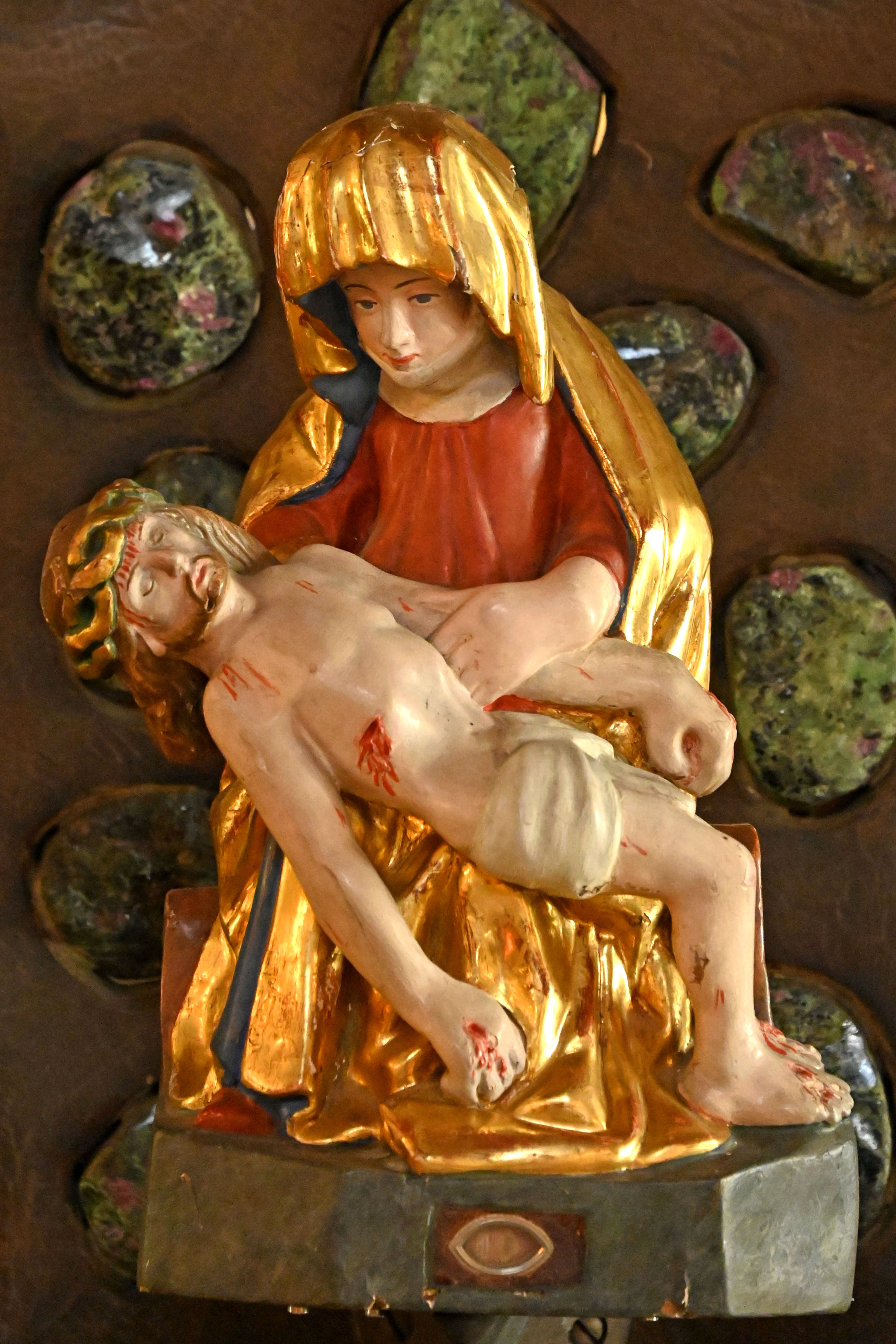
Pietà (15. Jh.)
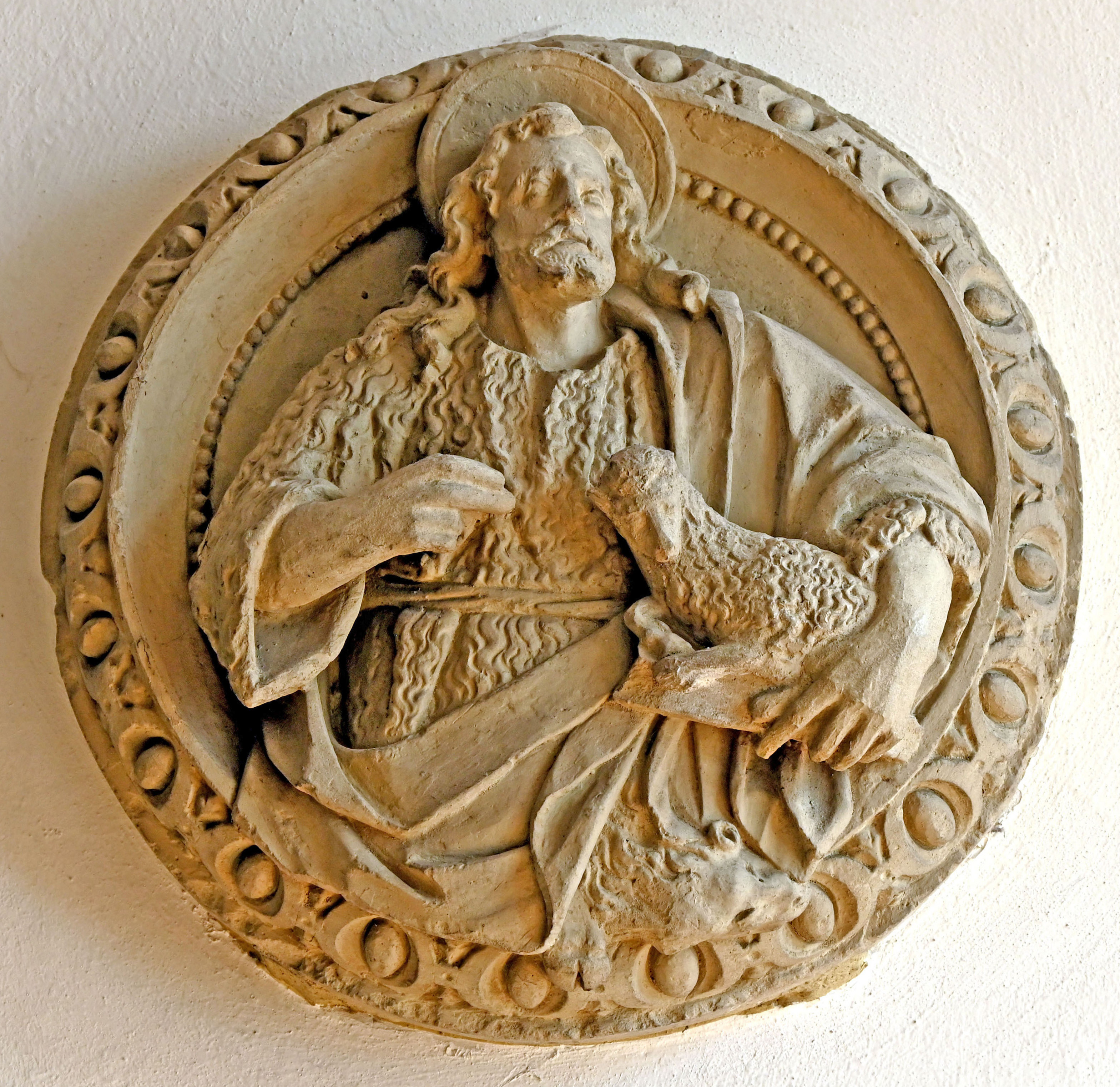
Schlussstein
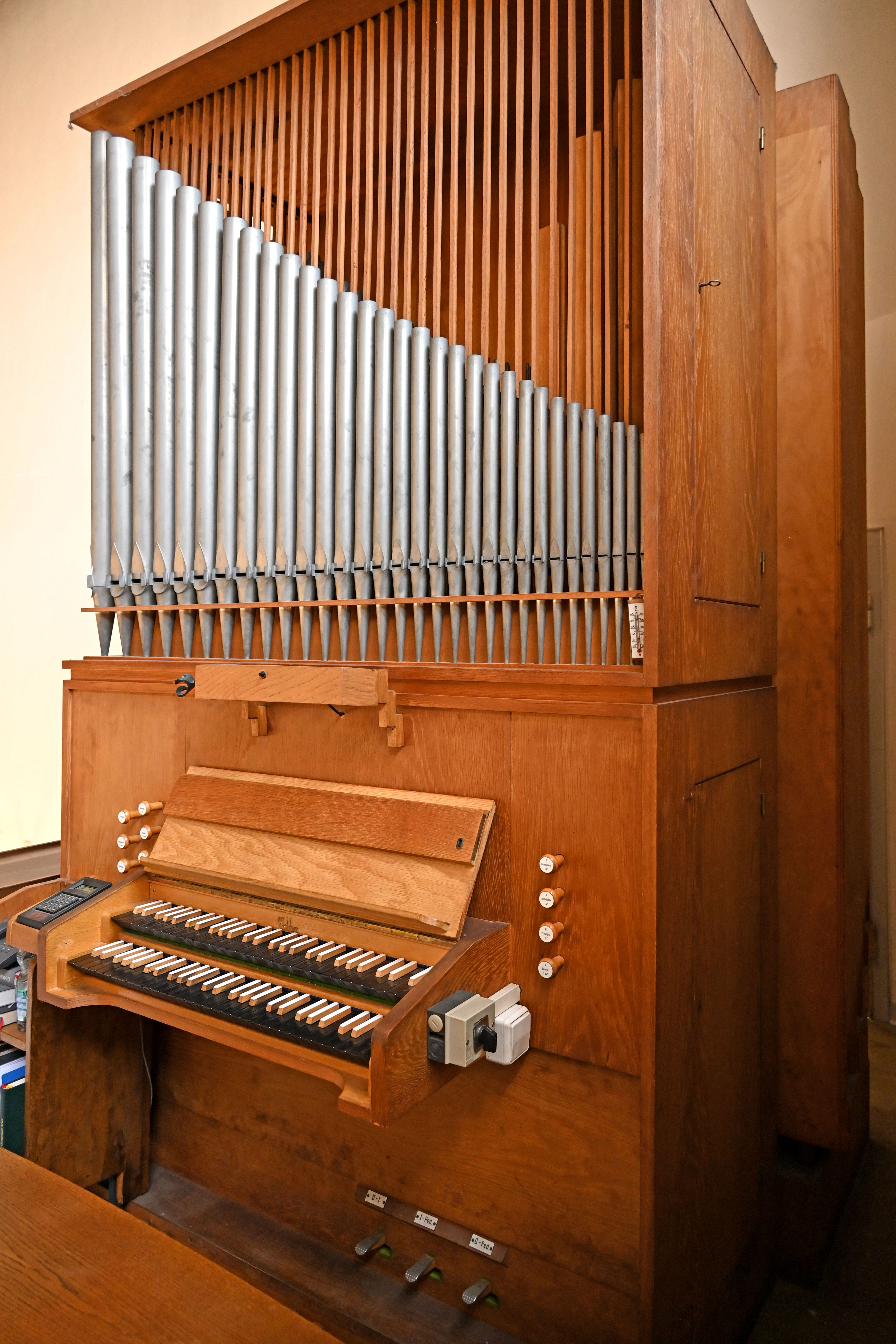
Walcker-Orgel, IIP/11, 1965
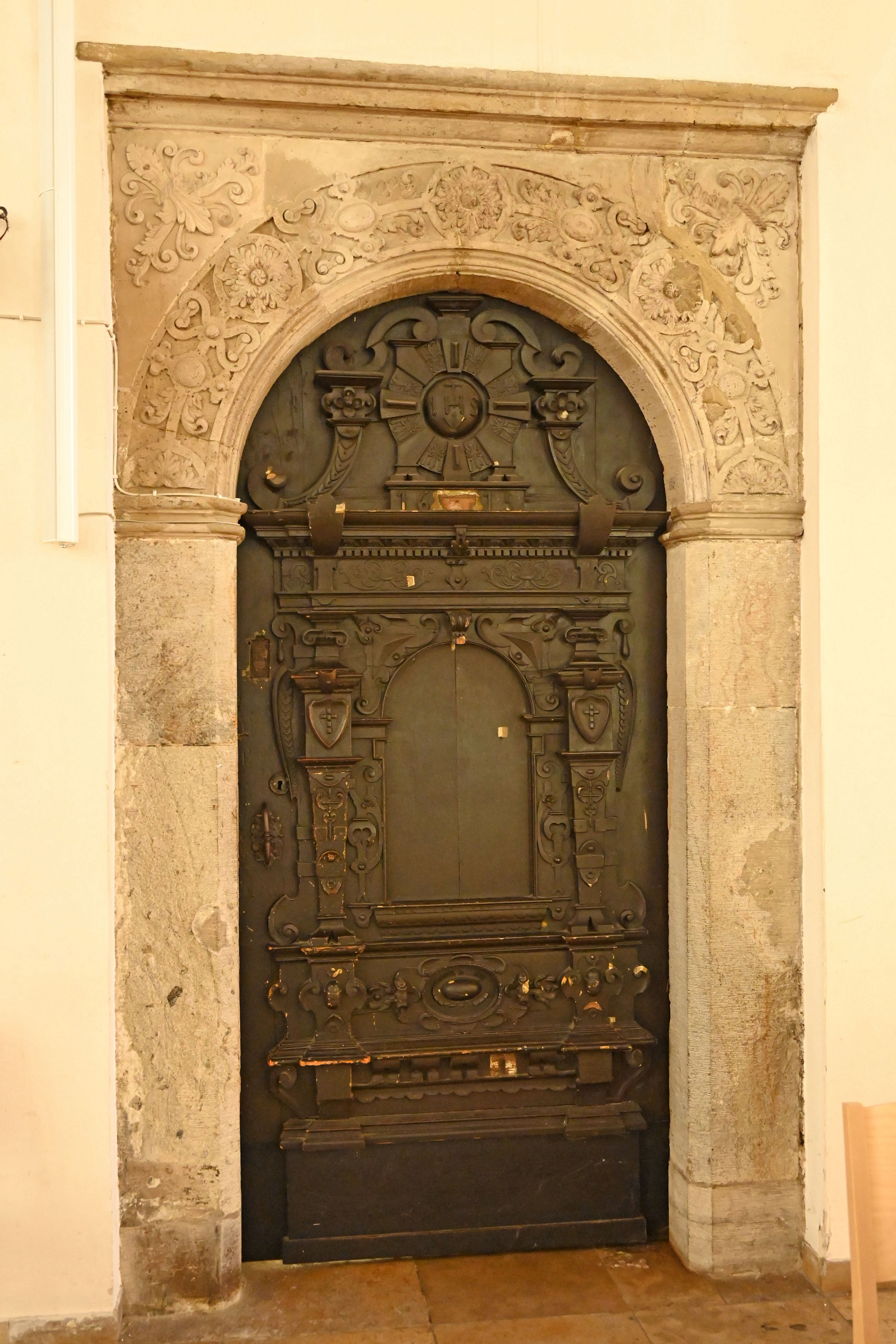
Sakristeitür
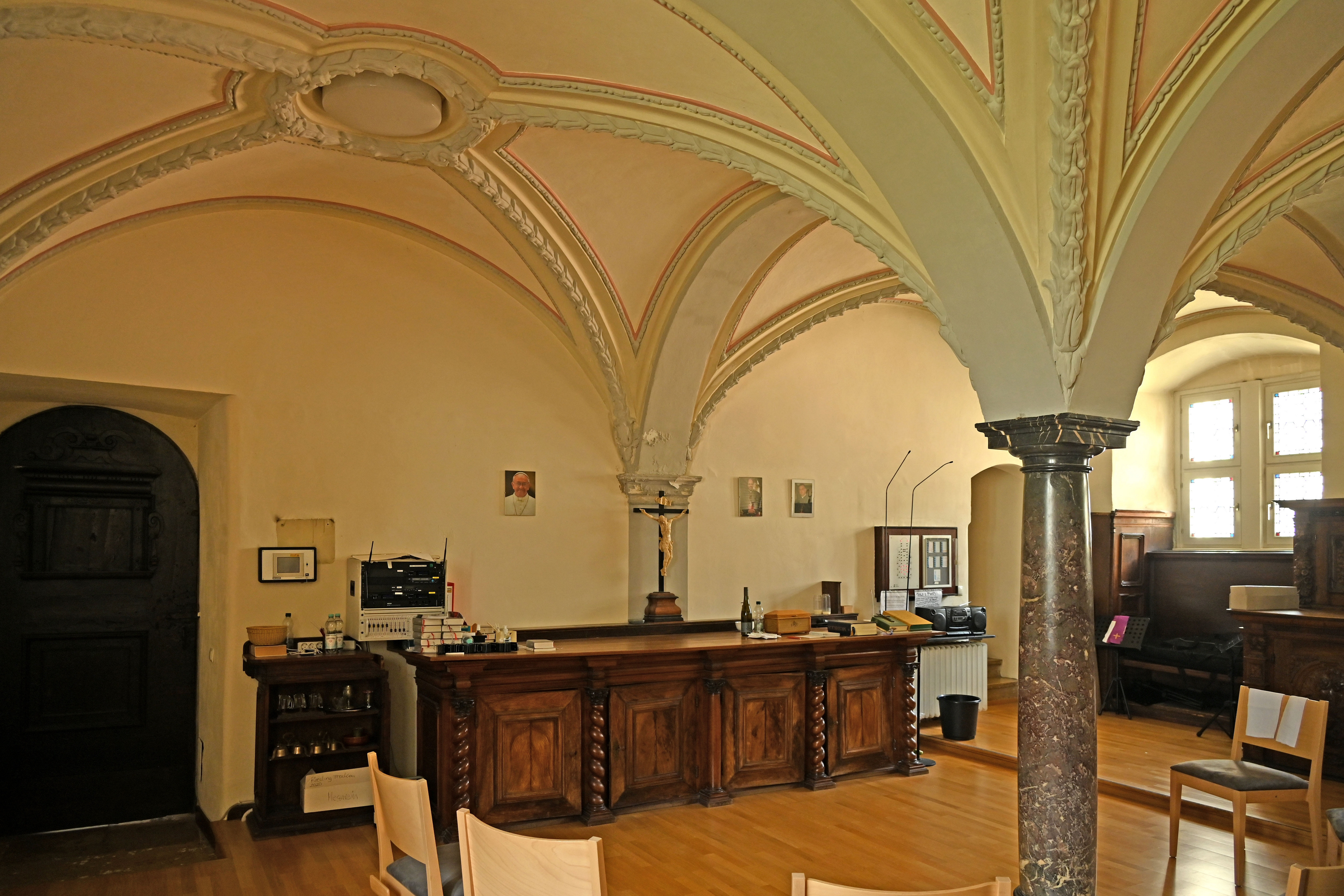
Sakristei

Zur im Zweiten Weltkrieg geretteten Ausstattung gehören zahlreiche Schlusssteine des 17. Jahrhunderts, eine Pietà aus dem 15. Jahrhundert und zwei Weihwasserbecken. Die prachtvolle Sakristeitür sowie die Möblierung und der Deckenstuck der Sakristei aus der Erbauungszeit haben die Kriegszerstörungen überlebt und zeugen ebenso wie in den Neubau integrierte Sandsteinpfeiler und Schlusssteine noch vom ehemaligen Reichtum der untergegangenen Klosterkirche. Zur modernen Ausstattung gehören die 1959 von Edith Peres-Lethmate (Koblenz) geschaffenen Kunstwerke der Dreifaltigkeitsgruppe über dem ehemaligen Hochaltar und der Kreuzwegstationen von 1959, ebenso die Glasfenster von Jakob Schwarzkopf aus dem Jahr 1962 und die Rosenlaube von Evert Hofacker für die Pietà. Links neben der Kirche ist ein Glockenspiel angebracht, das anlässlich der 2000-Jahr-Feier von Koblenz von einem katholischen Leseverein gespendet wurde.

## Denkmalschutz
Die Jesuitenkirche ist ein geschütztes Kulturdenkmal nach dem Denkmalschutzgesetz (DSchG) und in der Denkmalliste des Landes Rheinland-Pfalz eingetragen. Sie liegt in Koblenz-Altstadt am Jesuitenplatz 2.
Seit 2002 ist die Jesuitenkirche Teil des UNESCO-Welterbes Oberes Mittelrheintal.